# Фрабоза-Соттана
Фрабоза-Соттана (італ. Frabosa Sottana, п'єм. Frabosa Sotana) — муніципалітет в Італії, у регіоні П'ємонт,  провінція Кунео.
Фрабоза-Соттана розташована на відстані близько 470 км на північний захід від Рима, 90 км на південь від Турина, 22 км на південний схід від Кунео.
Населення — 1503 особи (2014).
Щорічний фестиваль відбувається 23 квітня. Покровитель — святий Юрій.

## Демографія
Населення за роками:

Станом на 1 січня 2023 року в муніципалітеті офіційно проживали 153 іноземці з 27 країн, серед них 56 громадян країн Євросоюзу та 1 громадянин України.

## Сусідні муніципалітети
- Фрабоза-Сопрана
- Мальяно-Альпі
- Монастеро-ді-Васко
- Роккафорте-Мондові
- Вілланова-Мондові